# Малиновка (Львовская область)
Малиновка (укр. Малинівка) — село в Пустомытовской городской общине Львовского района Львовской области Украины.
Население по переписи 2001 года составляло 182 человека. Занимает площадь 0,45 км². Почтовый индекс — 81119. Телефонный код — 3230.